# María Celia Guérin
María Celia Guérin (Marie-Azélie "Zélie" Guérin) (Gandelain, Orne, 23 de diciembre de 1831 - Alenzón, 28 de agosto de 1877) fue la esposa de Luis Martin y la madre de Santa Teresa del Niño Jesús, declarada santa por la Iglesia católica.

## Biografía

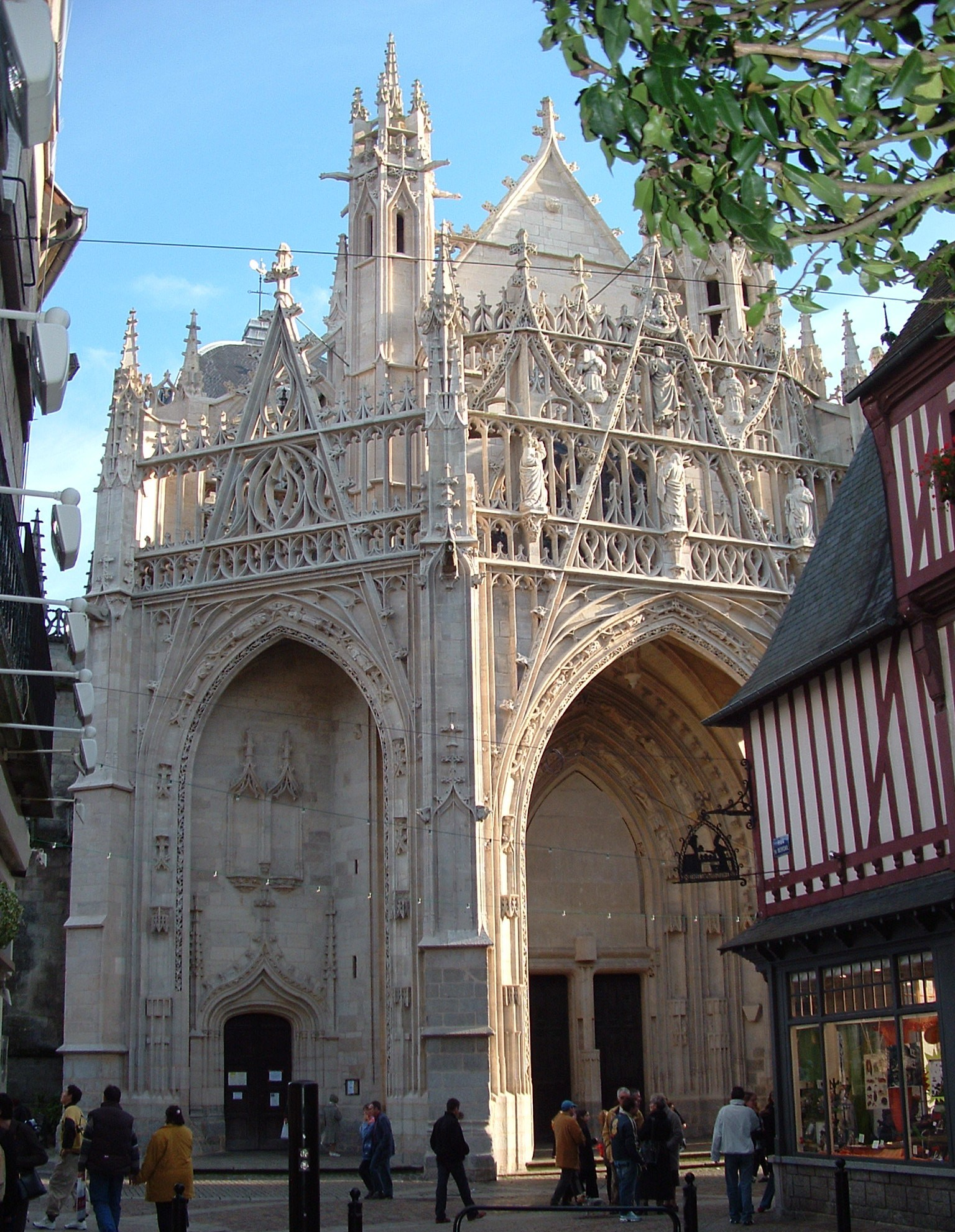
Basìlica Nuestra Señora de Alenzón donde Luis y Celia Martin se casaron el 13 de julio de 1858, y donde se celebró el funeral de Celia Martin

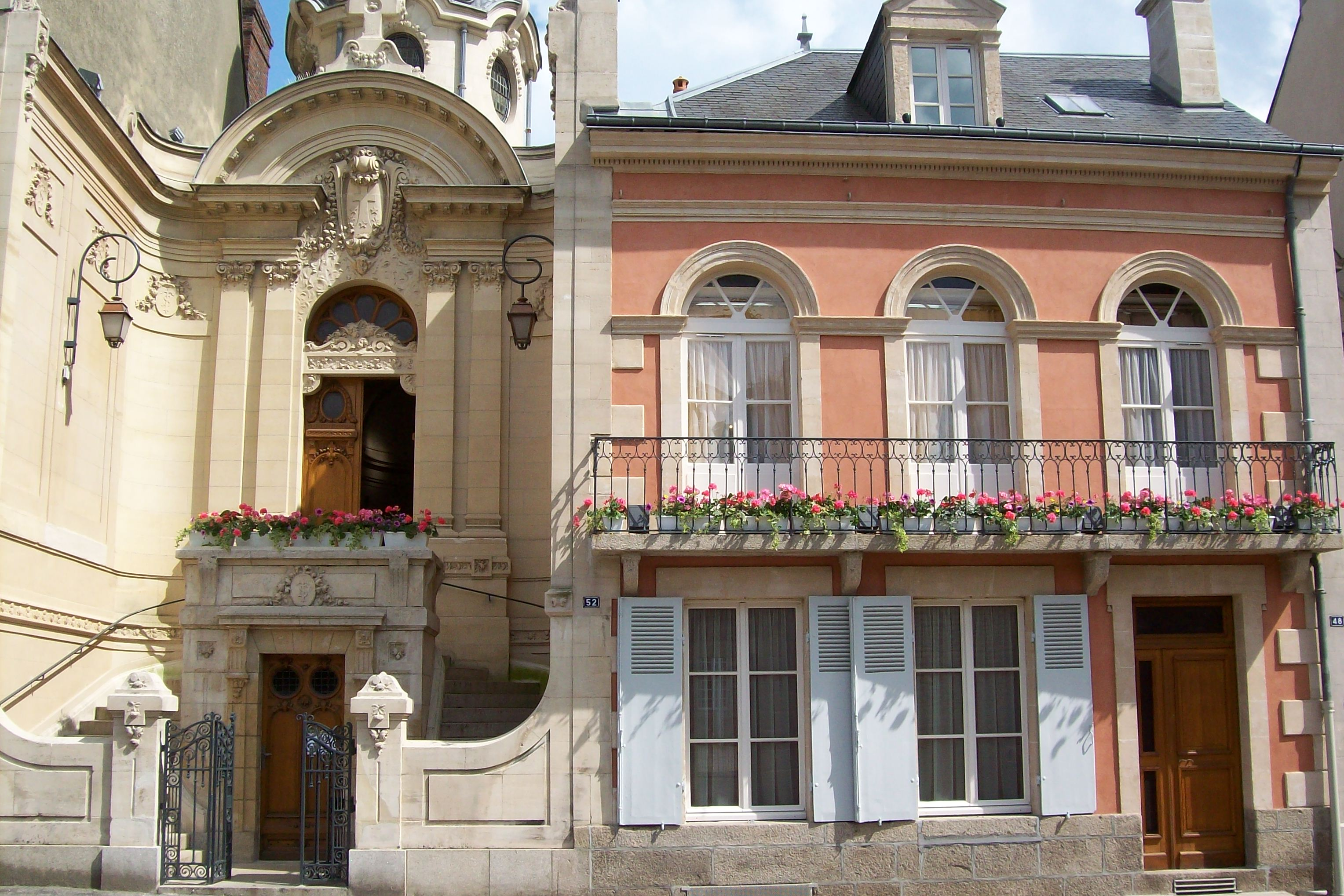
Casa de Luis y Celia Martin en el actual número 50 de la rue (calle) Saint-Blaise, en Alenzón (Francia), casa natal de Santa Teresita de Lisieux

María Celia Guérin nació el 23 de diciembre de 1831 en el lugar llamado Le Pont, en el municipio de Gandelain, cercano a Saint-Denis-sur-Sarthon, donde pasaría su infancia y su padre, Isidoro Guérin, era gendarme. Su madre, Juana Macé, era campesina. Cuando se casaron, Isidoro tenía 39 años y Juana 23. Al día siguiente de su nacimiento fue bautizada como Azélie-Marie Guérin, pero siempre fue conocida como Zélie (Celia). Celia tuvo dos hermanos: Marie-Louise, la mayor, que fue monja visitandina, e Isidore, el más pequeño. En septiembre de 1844, se establecieron en Alenzón, donde junto con su hermana mayor, Marie-Louise, estudian en el Pensionado (internado) de las Religiosas de los Sagrados Corazones (de Picpus, Congregación de los Sagrados Corazones)
Celia quería entrar en la vida religiosa y dedicarse a los enfermos, pero fue disuadida de ello por la superiora del Hôtel Dieu. Aprendió a tejer y trabajaba de ello, con un taller propio a los 20 años. A la edad de 35 años Luis Martin conoce a Celia, que tenía entonces 27. Contrajeron matrimonio tres meses después: el 13 de julio de 1858 en la iglesia de Nuestra Señora de Alenzón. Al principio establecieron de común acuerdo llevar un matrimonio josefino (como el de María y José, los padres de Jesús), tratándose como hermanos y sin tener hijos. Pero un sacerdote, su confesor, les aconsejó que tuviesen hijos, y cambiaron su postura.
Cuando el padre de María Celia quedó viudo y enfermo, fue a vivir con él hasta su muerte, en 1868. Luis vendió su relojería con el fin de ayudar a su esposa a que se estableciera por su propia cuenta en un taller. Así, se instalaron en el actual número 50 de la rue (calle) Saint-Blaise, de Alenzón, lugar del nacimiento de santa Teresita. El matrimonio tuvo 9 hijos (7 mujeres y 2 varones), entre los cuales santa Teresa de Lisieux.
Falleció en su domicilio de Alenzón a los 46 años de edad el 28 de agosto de 1877 a causa del cáncer de mama que padecía.

## Proceso y milagros
El proceso de Celia comenzó en la diócesis de Séez 10 de octubre de 1957 y terminó el 7 de enero de 1959. El proceso de Luis comenzó en Lisieux el 22 de marzo de 1957 y se cerró el 12 de febrero de 1960. Ambas causas fueron reunidas en 1971.
El 26 de marzo de 1994, el papa Juan Pablo II firmó los decretos de heroicidad en sus virtudes, y los proclamó a ambos venerables.

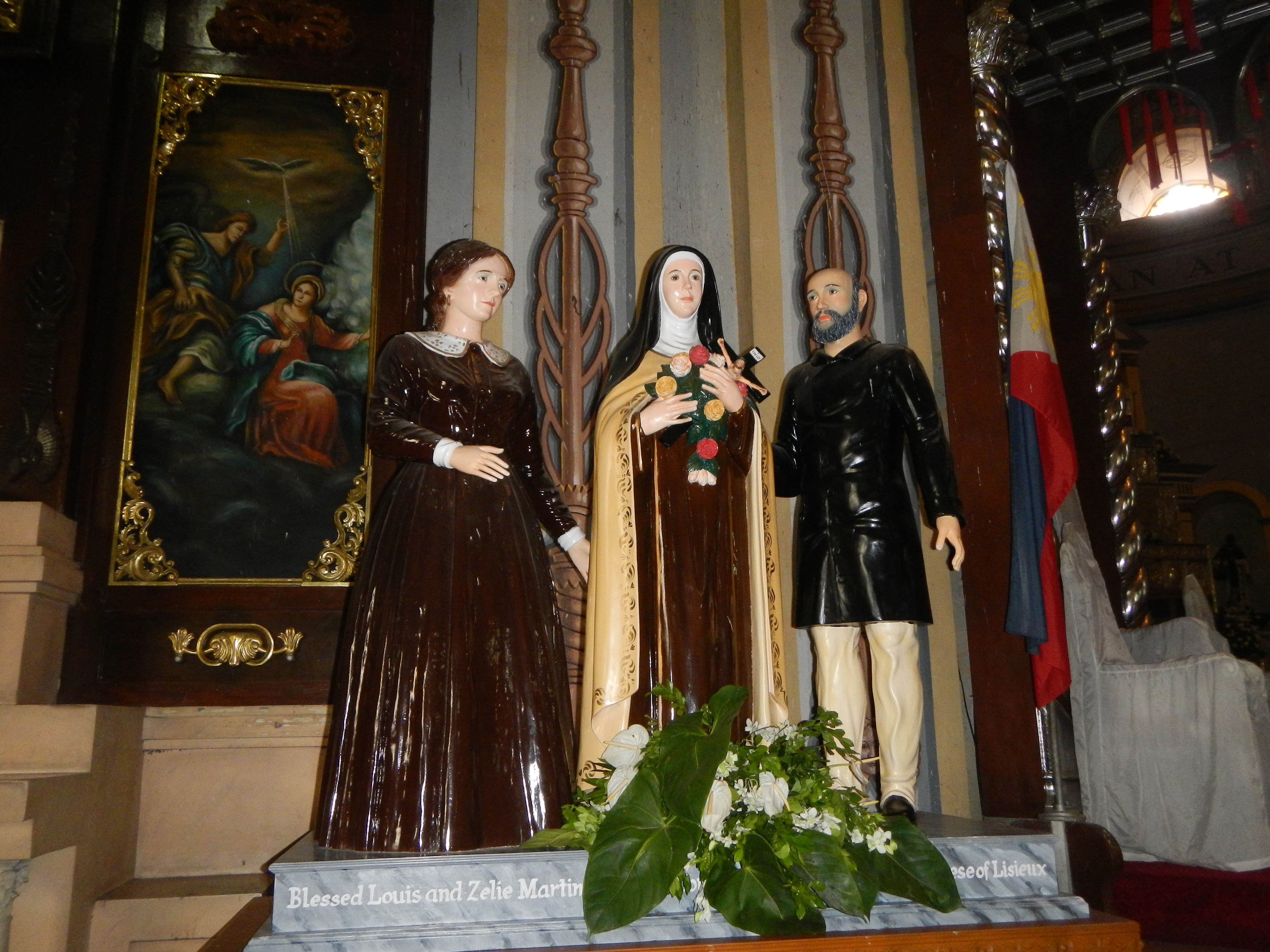
Grupo escultórico de los santos esposos junto a su hija Santa Teresa de Lisieux en Lipa, Filipinas.

El 10 de junio de 2003, el arzobispo de Milán, el cardenal Tettamanzi clausuró el primer período del proceso, al atribuir la súbita e inexplicable curación de un niño de 6 años en Monza a un milagro por la intercesión de Luis y Celia. Esta curación fue reconocida como milagrosa el 3 de julio de 2008 por el papa Benedicto XVI, abriendo así el camino hacia el proceso de beatificación.
Luis y Celia Martin fueron beatificados el 19 de octubre de 2008 en Lisieux.
Su causa de canonización progresó, y el 7 de enero de 2013, el entonces arzobispo de Valencia Carlos Osoro, abrió el proceso canónico para investigar la curación de una niña llamada Carmen, que nació en Valencia el 15 de octubre de 2008. El proceso diocesano celebró la sesión de clausura el 21 de mayo de 2013, después de lo cual el archivo fue enviado a Roma para ser examinado por la Congregación para las Causas de los Santos. El 18 de marzo de 2015, el papa Francisco reconoce el segundo milagro necesario para la canonización de Luis y Celia Martin.
El 18 de octubre de 2015 fue canonizada junto a su esposo Luis Martin, por el papa Francisco, convirtiéndose en el primer matrimonio en ser canonizado en una misma ceremonia en la historia de la Iglesia católica.